# 서울 용산구의회의원 목록
다음은 현재 서울특별시 용산구의 의원 13명 명단이다.

## 의원 명부
| 선거구   | 의원명 1 | 의원명 2 | 의원명 3 | 소속 행정동                         |
| -------- | -------- | -------- | -------- | ----------------------------------- |
| 가선거구 | 김송환   | 황금선   |          | 남영동, 청파동, 효창동              |
| 나선거구 | 오천진   | 함대건   |          | 원효1동, 원효2동, 용문동            |
| 다선거구 | 김성철   | 백준석   |          | 한강로동, 이촌1동, 이촌2동          |
| 라선거구 | 장정호   | 김선영   |          | 후암동, 용산2가동, 이태원2동        |
| 마선거구 | 김형원   | 권두성   | 이미재   | 이태원1동, 한남동, 서빙고동, 보광동 |
| 비례대표 | 윤정회   | 이인호   |          | 비례대표                            |

## 같이 보기
- 용산구